# Pizza di scarola
La pizza di scarola è un rustico tipico della cucina campana. Per quanto chiamata pizza è più simile ad una focaccia.

## Preparazione e ingredienti
Viene preparato con un ripieno di scarola soffritta in un fondo di olio con aglio e acciughe sotto sale, a questo vengono aggiunte olive nere di Gaeta, capperi, pinoli, uva passa e fatto asciugare. Con il prodotto ottenuto si farcisce la pasta salata semplicemente fatta di farina, acqua e lievito, stesa in una tortiera oliata. Viene poi finita la cottura in forno e può essere servita sia calda che tiepida. Tradizionalmente preparata alla vigilia Natale come cibo di magro. Tuttavia l'estesa disponibilità della scarola la rende preparabile tutto l'anno.
Esiste la variante con la bieta, detta «pizza con la jeta».